# Khor Al Adaid

Entrada de Khawr al Udayd (al sureste) dentro de Al Wakrah en rojo.

Khor Al Adaid (pronunciado Jor al-Adaid; en árabe: خور العديد‎) es una entrada del golfo Pérsico, en el sureste de Catar, dentro del municipio de Al Wakrah, en la frontera con Arabia Saudita y de esta última en la provincia Oriental. Los extranjeros locales lo conocen como «mar interior».
Debido a su notable e inigualable combinación de características geológicas y geomorfológicas, la reserva natural de Khor al Adaid fue colocada en 2008 en la lista indicativa de la Unesco.